# Mont d'Or
Mont d'Or este un vârf din munții Jura cu o altitudine de 1463 metri  din departamentul  Doubs situat în regiunea Franche-Comté din  Franța.